# Chipukizi FC
El Chipukizi FC es un equipo de fútbol de Zanzíbar que milita en la Segunda División de Zanzíbar, la segunda liga de fútbol más importante del país.

## Historia
Fue fundado en la capital Zanzíbar y su mayor logro ha sido el subcampeonato de la Primera División de Zanzíbar obtenido en la temporada 2007, en la cual perdieron la final ante el Miembeni SC 2-5, aunque a pesar de la derrota, consiguieron clasificar a la Copa Confederación de la CAF.
A nivel internacional han participado en un torneo continental, en la Copa Confederación de la CAF 2008, en la cual fueron eliminados en la ronda preliminar por el Green Buffaloes FC de Zambia.

## Participación en competiciones de la CAF
| Temporada | Torneo                       | Ronda      | Club               | Casa | Visita | Global |
| --------- | ---------------------------- | ---------- | ------------------ | ---- | ------ | ------ |
| 2008      | Copa Confederación de la CAF | Preliminar | Green Buffaloes FC | 0-5  | 0-2    | 0-7    |